# Annemarie Părău
Annemarie Gödri-Părău (n. 8 martie 1984, Timișoara, România) este o baschetbalistă română ce joacă la CSM CSU Constanța și pentru echipa națională de baschet feminin a României. Aceasta s-a născut în Timișoara, tatăl ei fiind nigerian.